# Torynobelodon
Torynobelodon és un gènere extint de mamífers proboscidis de la família dels amebelodòntids que visqueren a Àsia i Nord-amèrica durant el Miocè. Se n'han trobat restes fòssils a Kansas i Nebraska (Estats Units) i Gansu (Xina). Les dents incisives inferiors, amb forma de pala, li servien per excavar i arrancar vegetació, segons les hipòtesis més antigues, o per segar-ne, segons les més recents. L'estructura d'aquestes incisives es basava en túbuls de dentina. L'espècie T. loomisi podria no pertànyer a aquest gènere.